# Camenta brevipilosa
Camenta brevipilosa är en skalbaggsart som beskrevs av Moser 1917. Camenta brevipilosa ingår i släktet Camenta och familjen Melolonthidae. Inga underarter finns listade.